# Modsiedl
Modsiedl ist eine Ortschaft und eine Katastralgemeinde der Stadtgemeinde Raabs an der Thaya im Bezirk Waidhofen an der Thaya im niederösterreichischen Waldviertel mit 94 Einwohnern (Stand 1. Jänner 2024).

## Geografie
Das nördlich von Raabs gelegene Dorf ist über die Landesstraße L52 erreichbar, die westlich des Ortes vorüber führt. Im Osten entwässert der Modsiedlgraben den Ort und fließt zur Thaya ab. Am 1. April 2020 umfasste die Ortschaft 41 Adressen.

## Geschichte
Močidlo (slawisch) bedeutet Sumpf und könnte den Ortsnamen erklären. Eine andere Deutung beruht auf einer Bezeichnung für eine Flachsröste, welche der 1112 erstmals in der prima fundatio als Mut Sidel erwähnten Siedlung den Namen gegeben haben soll. Im Südwesten stand früher ein kleiner Adelssitz, der später als Meierhof genutzt wurde.
Im Georgiwald im Westen an der Mährischen Thaya befand sich die Georgikirche, anfangs vermutlich ein befestigter Hof, der dann zur Kapelle umfunktioniert wurde. In den Josephinischen Reformen wurde die Georgikirche abgebrochen; heute existieren dort nurmehr einige, aber durchaus bemerkenswerte Mauerreste.
Im Jahr 1822 wurde der Ort als Dorf mit 33 Häusern genannt, das nach Raabs eingepfarrt war, wohin auch die Kinder eingeschult wurden. Die Herrschaft Raabs besaß die Ortsobrigkeit, übte die Landgerichtsbarkeit aus, besorgte die Konskription und hatte die Grundherrschaft inne.
Laut Adressbuch von Österreich waren im Jahr 1938 in der Ortsgemeinde Modsiedl ein Gastwirt, ein Schmied, ein Schweinehändler, ein Viehhändler und zahlreiche Landwirte ansässig. Außerhalb des Ortes gab es eine Ziegelei.

## Siedlungsentwicklung
Zum Jahreswechsel 1979/1980 befanden sich in der Katastralgemeinde Modsiedl insgesamt 65 Bauflächen mit 32.701 m² und 61 Gärten auf 30.674 m², 1989/1990 gab es 65 Bauflächen. 1999/2000 war die Zahl der Bauflächen auf 107 angewachsen und 2009/2010 bestanden 47 Gebäude auf 102 Bauflächen.

## Bodennutzung
Die Katastralgemeinde ist landwirtschaftlich geprägt. 506 Hektar wurden zum Jahreswechsel 1979/1980 landwirtschaftlich genutzt und 293 Hektar waren forstwirtschaftlich geführte Waldflächen. 1999/2000 wurde auf 509 Hektar Landwirtschaft betrieben und 293 Hektar waren als forstwirtschaftlich genutzte Flächen ausgewiesen. Ende 2018 waren 480 Hektar als landwirtschaftliche Flächen genutzt und Forstwirtschaft wurde auf 303 Hektar betrieben. Die durchschnittliche Bodenklimazahl von Modsiedl beträgt 43 (Stand 2010).

## Sehenswertes
- Georgikirche, Kirchenruine

## Persönlichkeiten
- Johann Edlinger (1876–1964), Wirtschaftsbesitzer, Politiker und Abgeordneter zum Landtag von Niederösterreich